# Jhonny Peralta
Jhonny Antonio Peralta (Santiago, 28 de mayo de 1982) es un infielder dominicano que actualmente es agente libre, jugó en las Grandes Ligas de Béisbol como campocorto de los Cardenales de San Luis, y tercera base para los Indios de Cleveland y los Tigres de Detroit.

## Carrera
Peralta fue firmado por los Indios de Cleveland como amateur en 1999. En el 2000, Peralta de 18 años de edad comenzó su carrera profesional con el equipo de ligas menores Columbus RedStixx, filial de Clase-A de los Indios en la South Atlantic League. Bateó para .241 en 106 partidos, jugando casi todos los partidos en el campocorto (uno en la tercera base). La temporada siguiente avanzó a los Kinston Indians, equipo High-A afiliado de los Indios de Cleveland en la Carolina League. En 125 juegos, bateó para .240. En 2002, Peralta se trasladó hasta el equipo de Doble-A Akron Aeros, donde bateó para .281.

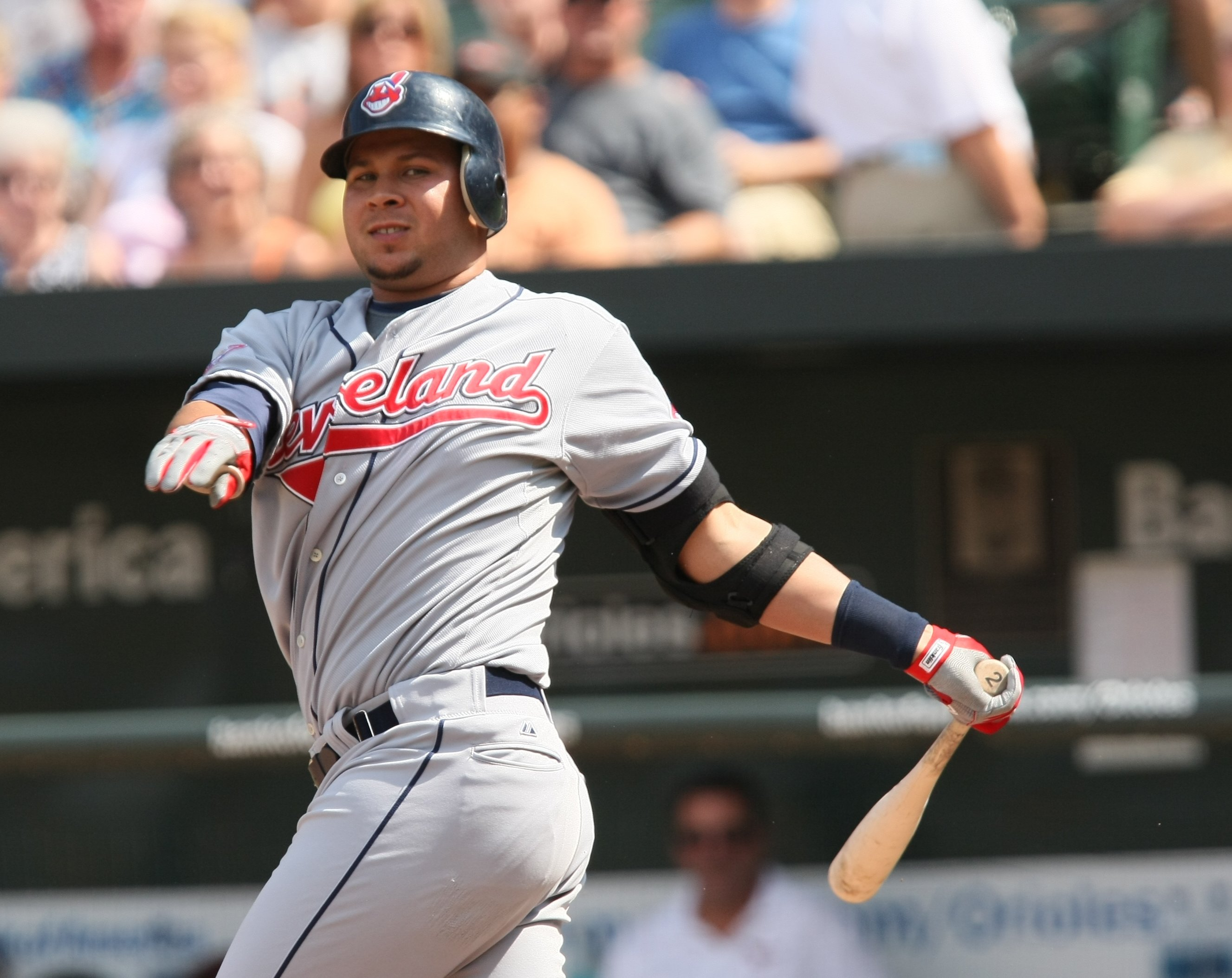
Peralta bateando para los Indios de Cleveland

Peralta hizo su debut en Grandes Ligas con Cleveland el 12 de junio de 2003, reemplazando al lesionado campocorto Omar Vizquel. Tuvo promedio de .227 con 4 jonrones y 21 impulsadas en 2003. En 2004, a pesar de haber tenido grandes números en Triple-A, Peralta sólo vio 25 veces al bate en ocho encuentros con los Indios debido a la presencia del favorito de los fanes Omar Vizquel, quien dejó a los Indios para convertirse en un agente libre tras la temporada 2004.
En ese momento, Peralta se había establecido como uno de los mejores bateadores de las ligas menores en su tiempo con los Akron Aeros y Buffalo Bisons. Fue el Jugador del Año 2004 en la International League, ayudando a Buffalo Bisons a ganar el campeonato de la liga. Fue nombrado Jugador de Ligas Menores del Año de los Indios en 2004 (recibiendo el Premio Lou Boudreau).
Peralta se convirtió en el campocorto a tiempo completo de los Indios a partir de principios de la temporada 2005. Peralta bateó para .292, sus 24 jonrones y sus 78 carreras impulsadas establecieron un récords para un campocorto de los Indios. Se atrincheró en el tercer lugar del orden de bateo en la potente alineación de los Indios y demostró una habilidad especial para dar hits en las últimas entradas.
El 10 de marzo de 2006, Peralta llegó a un acuerdo por cinco años con una opción para un sexto año para quedarse con los Indios hasta la temporada 2011. Sin embargo, en la temporada 2006 se produjo un descenso tanto ofensivo como defensivamente en comparación con la temporada anterior. Al inicio de los entrenamientos de primavera en 2007, se reveló que Peralta sufrió problemas de visión en 2006 y se sometió a una cirugía correctiva del ojo para firmarlo.
Peralta disparó su primer cuadrangular dentro del parque el 18 de julio de 2010, contra los Tigres de Detroit.
El 28 de julio de 2010, fue canjeado a los Tigres de Detroit por el lanzador de ligas menores Giovanni Soto y consideraciones en efectivo.  Se vio obligado a cambiar su número de uniforme de 2 a 27, ya que los Tigres habían retirado el número 2 en honor a Charlie Gehringer. El 30 de julio de 2010, Peralta bateó un jonrón en su primera aparición en el plato como miembro de los Tigres y luego otro en su tercera aparición en el plato. El 8 de julio de 2011, Peralta fue seleccionado para su primer Juego de Estrellas, en sustitución de Derek Jeter. Terminó la temporada regular 2011 con un promedio de bateo de .299, mientras conectó 21 jonrones y remolcó 86 carreras.